# Ханустранов, Устим Адильбекович
	Устим Адильбекович Ханустранов (7 декабря 1990) — российский тайбоксер. Призёр чемпионата России. Кандидат в мастера спорта России.

## Карьера
Является воспитанником кизлярской СШОР, занимается под руководством Ибрагима Хидирова. В январе 2023 года в Каспийске стал чемпионом Дагестана. В марте 2023 года в Магнитогорске стал бронзовым призёром чемпионата России. 

## Достижения
- Чемпионат России по тайскому боксу 2023 — ;